# Денис Коллонтай
Денис Андреевич Коллонтай (до 2022 года — Колонтай; род. 18 ноября 1988, Бобруйск, БССР, СССР) — российский режиссёр, сценарист и продюсер и актёр. Лауреат XXVI Открытого российского кинофестиваля «Киношок» в основном конкурсе (лучшая режиссура в полнометражном кино) за кинофильм «Странник». Участник международных и российских кинофестивалей. Дипломный фильм режиссера «Пупок» вошёл в программу кинопоказа XXVII Открытого фестиваля студенческих и дебютных фильмов «Святая Анна». Сериал «Образ художника» показывался в Центре документального кино. В 2018 году Денис Коллонтай выступил одним из продюсеров последнего фильма Себастьяна Аларкона «Оппозицонер». Он же представлял эту картину на Открытом российском кинофестивале «Киношок», так как Себастьяна Аларкона к тому времени уже не было в живых. «Оппозиционер» стал лауреатом в основном конкурсе, получив приз за лучший сценарий.

## Биография
Родился в 1988 году в Бобруйске. Окончил Московский институт телевидения и радиовещания «Останкино» (мастерская Владимира Хотиненко и Себастьяна Аларкона). В 2017 году Денис Коллонтай озвучил документальный фильм «Митрополит Филарет (Дроздов)» (премьера фильма на телевидении состоялась 31 декабря 2017 года на телеканале «Спас»). В 2018 году этот фильм стал участником внеконкурсной программы XV Международного кинофестиваля «Лучезарный ангел».

## Фильмография

### Избранные режиссерские работы
- 2017 — «Странник» (игровой фильм)
- 2018 — «Образ художника» (сериал)
- 2020 — «Пупок» (короткометражный фильм)
- 2022 — «Спутник: Странник2» (игровой фильм)
- 2022 — «Андрей Дударенко. Лицо с портрета» (документальный фильм)
- 2023 — «Удар» (короткометражный фильм)
- 29023 — «Санбой. Метод» (документальный фильм) 2023 г

### Избранные сценарные работы
- 2017 — «Странник» (игровой фильм)
- 2017 — «Квадраты» (документальный фильм)
- 2018 — «Образ художника» (сериал)
- 2020 — «Пупок» (короткометражный фильм)
- 2023 — «Удар» (короткометражный фильм)
- 2023 — «Санбой. Метод» (документальный фильм)

### Избранные продюсерские работы
- 2018 — «Оппозиционер» (фильм режиссера Себастьяна Аларкона))
- 2019 — «27 секунд памяти» (документальный фильм)
- 2020 — «Общее / Частное. Норд-Ост» (документальный фильм)

## Награды и участие в фестивалях

### Режиссерские работы
- Фильм «Странник»:
  - 2017 — Участник конкурсной программы VII Международного кинофестиваля остросюжетного кино и хоррор фильмов «Капля»
  - 2017 — Приз за лучшую режиссуру в полнометражном кино на XXVI Открытого российского кинофестиваля «Киношок»[18]
    - Телесериал «Образ художника»:
      - 2018 — Участник конкурсной программы I Международного кинофестиваля «Кино в квадрате»
      - 2018 — Участник конкурсной программы XXV Открытого фестиваля студенческих и дебютных фильмов «Святая Анна»
      - 2018 — Участник конкурсной программы XXIV МКФ «Сталкер»

  - Фильм «Андрей Дударенко. Лицо с портрета»:
    - 2022 — Приз симпатии жюри на XII Международном кинофестивале остросюжетного кино и хоррор фильмов «Капля»[19][20]

### Продюсерские работы
Фильм «Оппозиционер» (режиссер Себастьян Аларкон):
2019 — Приз за лучший сценарий на Открытом всероссийском кинофестивале «Киношок»
Фильм «27 секунд памяти» (режиссер Иван Качалин):
- 2019 — Специальный приз жюри конкурса «АртдокСеть» XIII Международного фестиваля документального кино «Артдокфест»[21]
- 2019 — Специальный приз жюри XXV МКФ «Сталкер»[22]
- 2020 — Участник программы «Встряска» IV Фестиваля Нового Российского Кино «Горький Fest»[23]

### Сценарные работы
- Фильм «Квадраты»:
  - 2017 — Участник внеконкурсной программы «Среда» XI Международного фестиваля документального кино «Артдокфест»[24]